# Rudolf II. (Vermandois)
Rudolf II. (französisch Raoul II. „le Jeune“ oder „le Lépreux“), genannt der Jüngere oder der Aussätzige (* wohl 1145 oder 1147; † 1167 oder im Januar 1164) aus dem Haus Frankreich-Vermandois war Graf von Vermandois und Valois ab 1160. Er war der jüngere Sohn Graf Rudolfs I. des Tapferen und der Petronilla von Aquitanien, die eine Schwester der Eleonore von Aquitanien war.

## Leben
Als sein Halbbruder Hugo II. 1160 von allen Ämtern und Titeln zurücktrat und ins Kloster ging (er wurde im 17. Jahrhundert als Felix von Valois heiliggesprochen), wurde Rudolf II. dessen Nachfolger. Zu dieser Zeit heiratete er Margarete von Flandern (* wohl 1145; † 15. November 1194), eine Tochter Dietrichs von Elsass, der seit 1128 Graf von Flandern war.
1163 wurde er von Lepra befallen. Er war zu dieser Zeit noch kinderlos, die Ehe wurde auch aufgelöst, so dass mit ihm, als er vier Jahre später starb, die Familie in männlicher Linie faktisch erlosch (von seinem Bruder Hugo/Felix abgesehen, der im Kloster blieb und noch bis 1212 lebte).
Nachfolgerin wurde seine Schwester Elisabeth genannt „Mabile“, die mit dem Bruder Margaretes Philipp von Flandern verheiratet war, und der die Regierung im Vermandois (im Namen seiner Frau) und im Jahr darauf in Flandern (im eigenen Namen) antrat.
Raoul II. wurde in Longpont bestattet.